# Birthe Rønn Hornbech
Birthe Johanne Sparrevohn Rønn Hornbech (ur. 18 października 1943 w Kopenhadze) – duńska prawnik i polityk, od 2007 do 2011 minister, wieloletnia deputowana.

## Życiorys
W 1971 ukończyła studia prawnicze na Uniwersytecie Kopenhaskim. Pracowała jako urzędnik w duńskiej policji, awansując w 1981 na stanowisko zastępcy komendanta głównego policji. Przez kilka lat prowadziła także wykłady w akademii policyjnej. opublikowała kilka pozycji książkowych, m.in. poświęconych kwestiom cudzoziemców i współczesnej polityce. Zaangażowana w działalność licznych organizacji społecznych i międzynarodowych (w tym UNESCO), a także liberalnej partii Venstre.
Z jej ramienia w latach 1984–1987 po raz pierwszy sprawowała mandat posłanki do duńskiego parlamentu. Do Folketingetu powróciła po trzyletniej przerwie w 1990, od tego czasu skutecznie ubiegała się o reelekcję w każdych kolejnych wyborach do 2011 włącznie.
Po wyborach w 2007 premier Anders Fogh Rasmussen powierzył jej urząd ministra ds. uchodźców, imigrantów i integracji oraz ministra ds. kościelnych w swoim trzecim rządzie. Utrzymała obie te funkcje w utworzonym w 2009 gabinecie Larsa Løkke Rasmussena, odchodząc z rządu w 2011.